# Janštejn (Horní Dubenky)
Janštejn je sídliště vystavěné kolem sklárny (dnes Sklárna Janštejn), jedna ze tří základních sídelních jednotek obce Horní Dubenky v okrese Jihlava. Nachází se asi 1 km jižně od obce Horní Dubenky. Na prostranství mezi bytovými domy stojí kaple.

## Rodáci
- Božena Kamenická (1898–1996), lidová léčitelka a bylinkářka

## Galerie

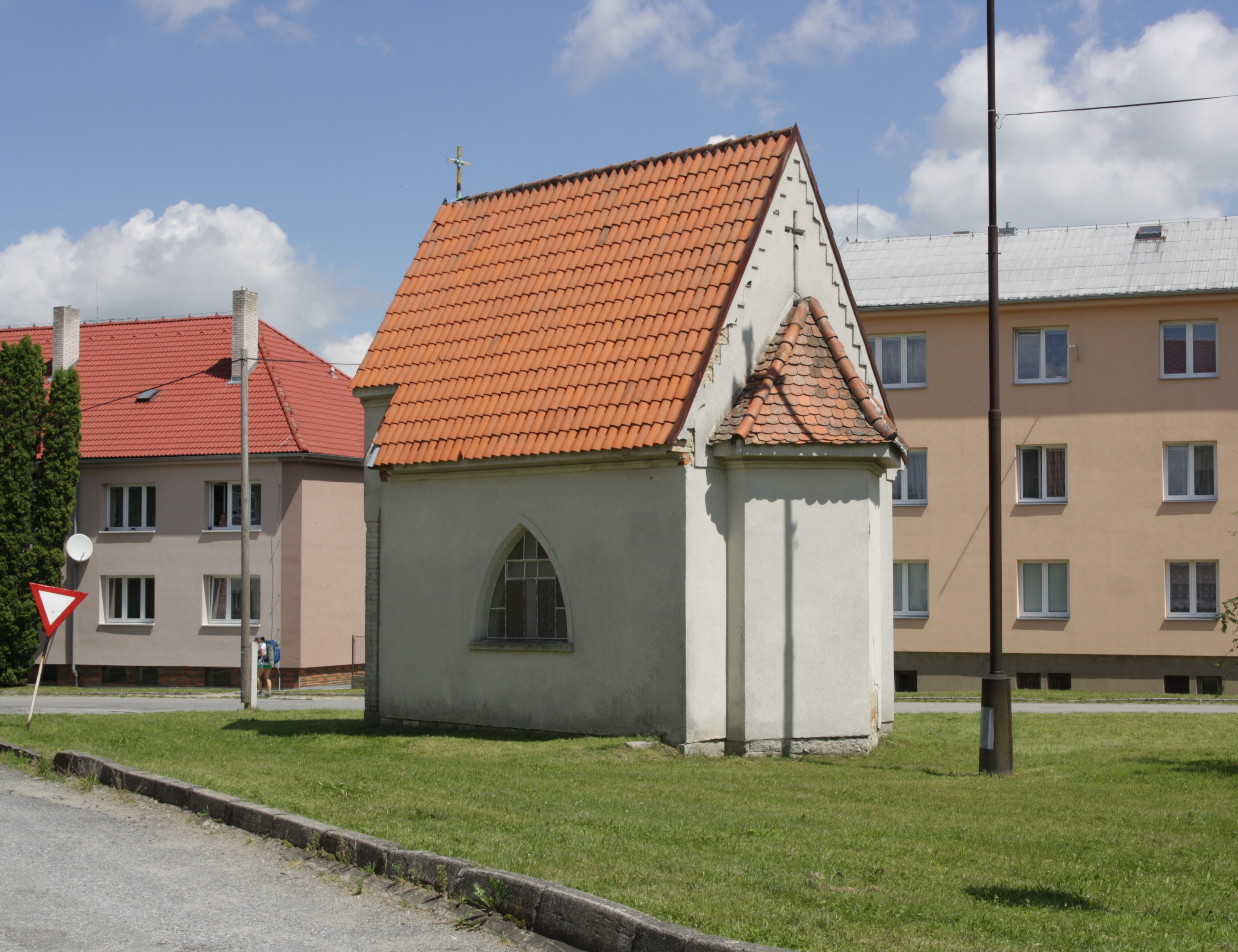
kaple na návsi
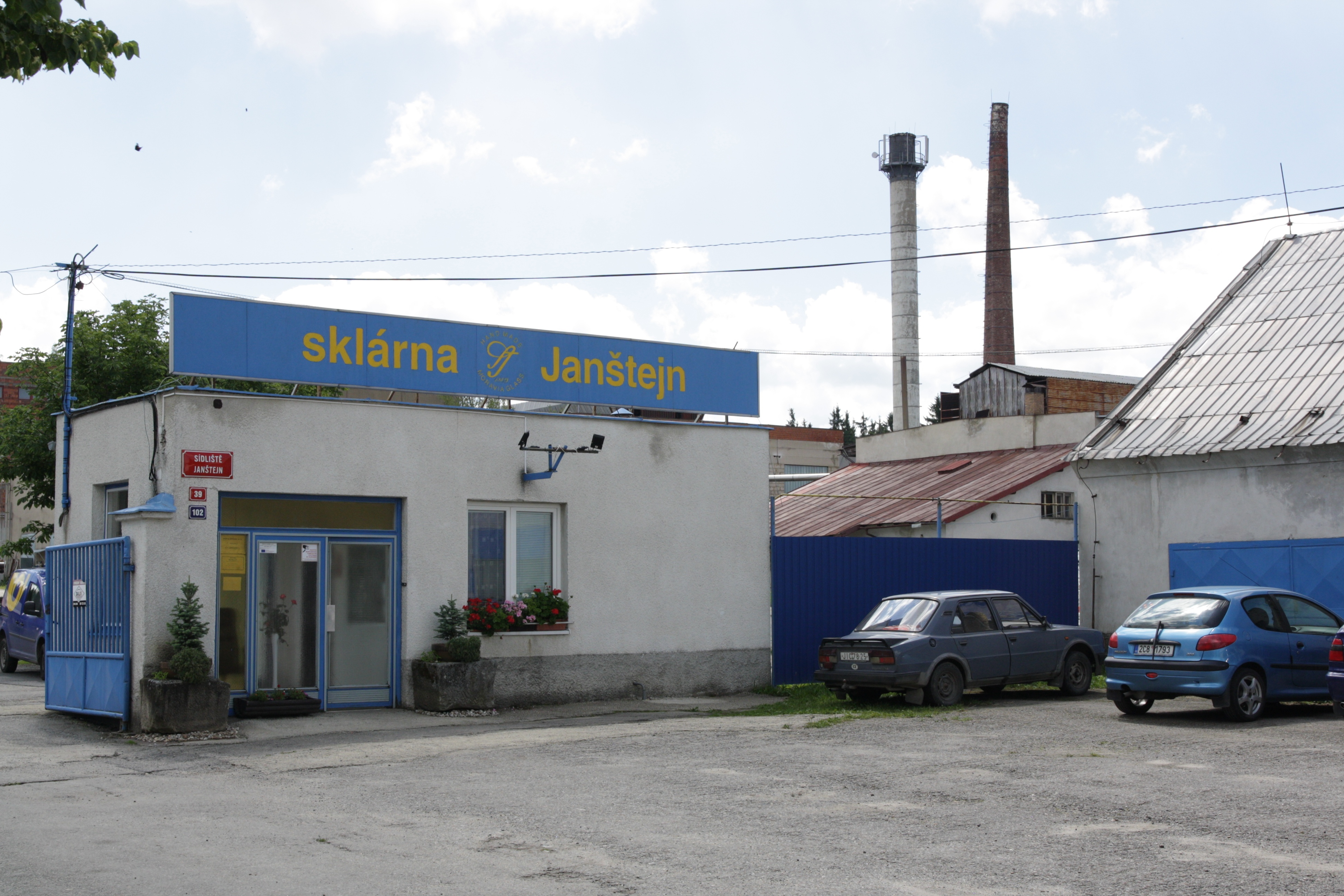
Sklárna Janštejn, vrátnice
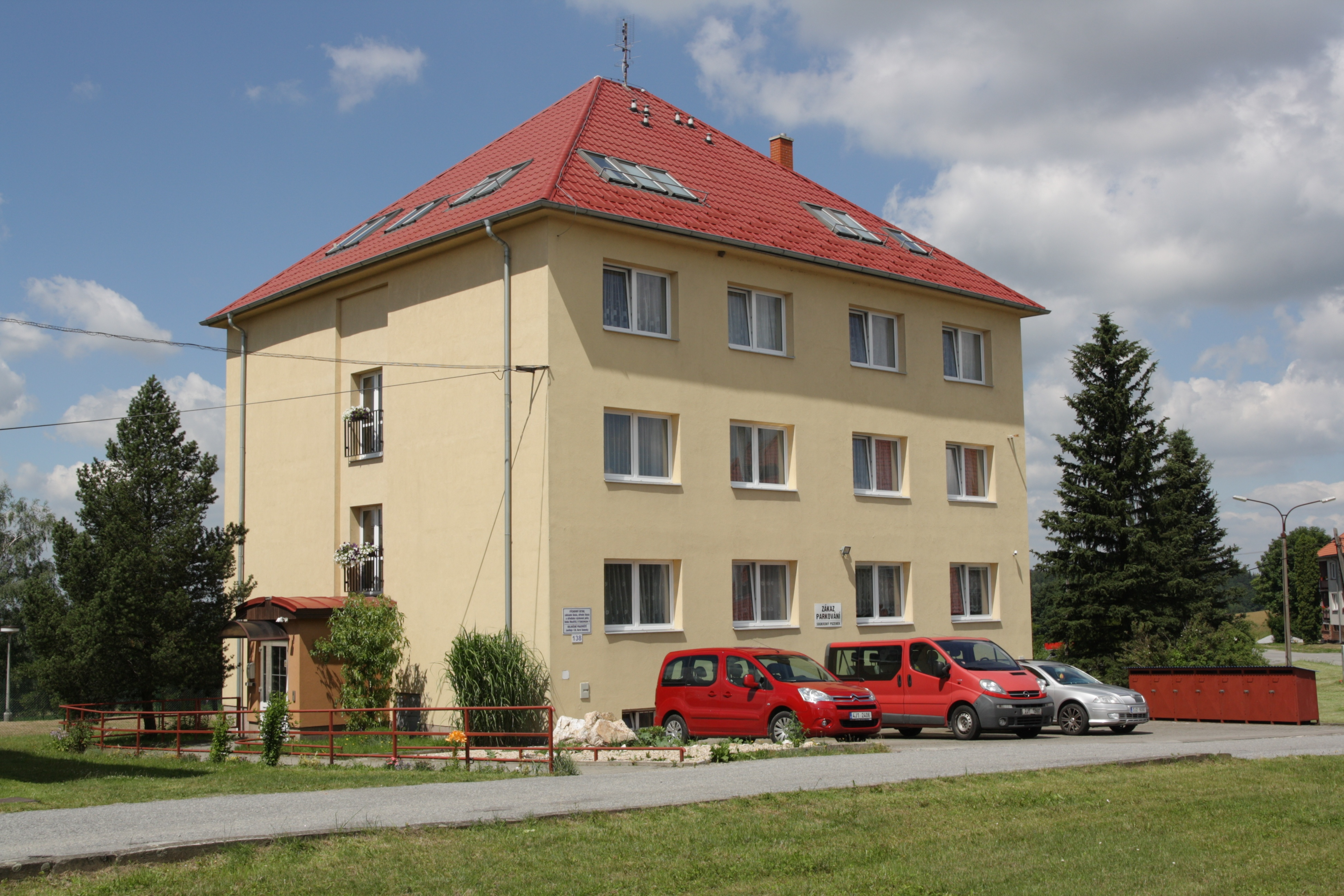
výchovný ústav
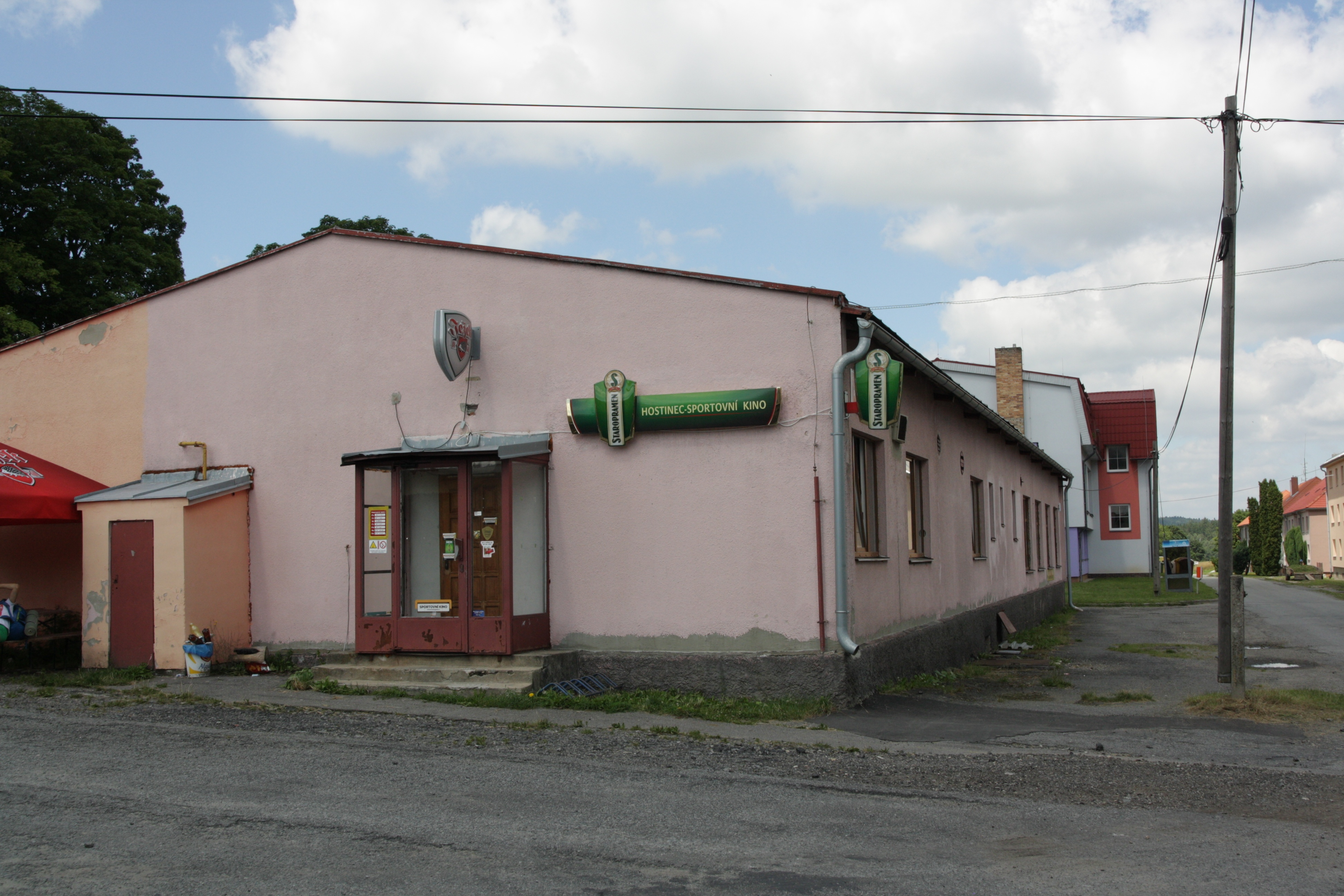
hospoda